# اجتثاث
الاجتثاث إو إبعاد المترديات في مجال الزراعة يشير إلى التعرف على النباتات ذات الخصائص غير المرغوب فيها من الحقول الزراعية وإزالتها. وتُزال النباتات غير المرغوب فيها من الحقول للحفاظ على جودة المحصول الذي يُزرع. إذ أن النباتات التي تُزال قد تكون مصابة بمرض أو من مجموعة غير مرغوب فيها أو مرفوضة لأي سبب آخر. على سبيل المثال، للتأكد من احتفاظ المحصول بسلامته فيما يتعلق ببعض الصفات الملموسة مثل اللون والشكل، تُزال النباتات التي تظهر عليها صفات مغايرة.